# The King (Teenage Fanclub)
The King è il secondo album del gruppo musicale britannico alternative rock Teenage Fanclub, pubblicato nel 1991; venne registrato in fretta per adempiere a obblighi contrattuali e fu ritirato il giorno stesso della pubblicazione.

## Storia
Venne ipotizzato che l'album sia stato registrato per adempiere agli obblighi contrattuali che li legavano alla Matador Records ma la band smentì questa versione. L'album comunque venne ritirato il giorno stesso della pubblicazione, il 27 agosto 1991, per volere del capo della Matador, Gerard Cosloy, che non ritenne il risultato soddisfacente. Con la pubblicazione di questo secondo album, la band fu libera di passare a un'altra etichetta discografica, la Geffen. Nel Regno Unito invece la band aveva un accordo con la Creation Records che prevedeva un massimo di mille copie da distribuire a metà prezzo ma invece ne vennero prodotte e distribuite circa 20 mila vendute a prezzo pieno.

## Accoglienza
Nel Regno Unito l'album raggiunse la cinquantesima posizione in classifica.

## Tracce
Tutte le canzoni sono state scritte dai Teenage Fanclub, tranne dove indicato.
1. "Heavy Metal 6"
2. "Mudhoney"
3. "Interstellar Overdrive" (Barrett/Roger Waters/Richard Wright/Mason)
4. "Robot Love"
5. "Like a Virgin'" (Kelly/Billy Steinberg)
6. "The King"
7. "Opal Inquest" (Chisholm/Teenage Fanclub)
8. "The Ballad of Bow Evil (Slow and Fast)"
9. "Heavy Metal 9" –

## Formazione
- Norman Blake - Vocals, chitarra
- Gerard Love - Vocals, basso
- Raymond McGinley - voce, chitarra
- Brendan O'Hare - percussioni